# A Bit of Liverpool
A Bit of Liverpool è un album del gruppo musicale femminile R&B statunitense The Supremes, pubblicato nel 1964 dalla Motown Records. L'album è una raccolta di cover di diversi gruppi britannici come i The Beatles, Gerry & The Pacemakers, e The Dave Clark Five.

## Tracce
1. How Do You Do It? (Mitch Murray)
2. A World Without Love (John Lennon, Paul McCartney)
3. The House of the Rising Sun (Traditional)
4. A Hard Day's Night (Lennon, McCartney)
5. Because (Dave Clark)
6. You've Really Got a Hold on Me (Smokey Robinson)
7. You Can't Do That (Lennon, McCartney)
8. Do You Love Me (Berry Gordy, Jr.)
9. Can't Buy Me Love (Lennon, McCartney)
10. I Want to Hold Your Hand (Lennon, McCartney)
11. Bits and Pieces (Dave Clark/Mike Smith)

## Classifiche
| Classifica(1964)   | Posizione più alta |
| ------------------ | ------------------ |
| U.S. Billboard 200 | 21                 |